# Lista animalelor din Pământul de Mijloc
Aceasta este o listă a tuturor animalelor fictive care apar în legendariumul despre Pământul de Mijloc al lui J. R. R. Tolkien. La categoria Specii sunt incluse numai acelea care diferă de animalele din lumea reală. În plus, această listă include mai multe creaturi despre care Tolkien spunea la un moment dat că aveau trupuri de bestie precum maiarii (ființe angelice) în loc să fie animale obișnuite; astfel de cazuri sunt menționate.
În Quenya, o limbă elfă creată de Tolkien, termenul general pentru animale, diferit de cel pentru plante, era kelvar.

## Specii

### Crebain
Cioroii, slugile lui Saruman.

### Wargi
Wargii sunt lupii străvechi ai Pământului de Mijloc care au încheiat alianța cu goblinii din Esgaroth și prădau satele oamenilor.